# تریکوتومین
تریکوتومین (به انگلیسی: Trichotomine) یک ترکیب شیمیایی با شناسه پاب‌کم ۵۲۸۱۴۱۲ است.